# Mieczysław Szaleski
Mieczysław Szaleski (* 3. Dezember 1891 in Żołynia; † 16. April 1958 in Warschau) war ein polnischer Bratschist und Musikpädagoge.
Szaleski diente nach dem Besuch des Gymnasiums und des Krakauer Konservatoriums während des Ersten Weltkrieges bei den Tiroler Schützen. Später gehörte er sowohl dem von Irena Dubiska 1930 gegründeten Szymanowski-Quartett als auch (ab 1939) ihrem Klavierquartett an. Von 1954 bis 1957 war er Professor an der Musikhochschule Warschau und Dekan der Abteilung für Orchesterinstrumente. Zu seinen Schülern zählen Zenon Płoszaj und der Jazzmusiker Michał Urbaniak.

## Quelle
- Internetowe Archiwum Gazety Wyborczej  – Mieczysław Szaleski

| Personendaten    | Personendaten                           |
| ---------------- | --------------------------------------- |
| NAME             | Szaleski, Mieczysław                    |
| KURZBESCHREIBUNG | polnischer Bratschist und Musikpädagoge |
| GEBURTSDATUM     | 3. Dezember 1891                        |
| GEBURTSORT       | Żołynia                                 |
| STERBEDATUM      | 16. April 1958                          |
| STERBEORT        | Warschau                                |